# Trưng cầu dân ý hiến pháp Ai Cập, 2011
Một cuộc trưng cầu dân ý hiến pháp được tổ chức tại Ai Cập ngày 19 tháng 3 năm 2011, sau cuộc cách mạng Ai Cập năm 2011. Hơn 14 triệu (77%) cử tri bỏ phiếu thuận, trong khi có khoảng 4 triệu (23%) bỏ phiếu chống đối với những thay đổi;. 41% của 45 triệu cử tri hội đủ điều kiện bỏ phiếu.
Nội dung tu chính hiến pháp đã được thông qua bao gồm quy định một giới hạn về nhiệm kỳ tổng thống tối đa là hai nhiệm kỳ bốn năm, giám sát tư pháp đối với các cuộc bầu cử, một yêu cầu cho các tổng thống bổ nhiệm một phó tổng thống, một ủy ban để soạn thảo một hiến pháp mới sau cuộc bầu cử nghị viện, và việc tiếp cận dễ dàng hơn đối với các cuộc bầu tổng thống của các ứng viên thông qua việc ủng hộ bằng 30.000 chữ ký của ít nhất 15 tỉnh, 30 thành viên của một cơ quan của cơ quan lập pháp một viện, hoặc đề cử của một đảng nắm giữ ít nhất một ghế trong cơ quan lập pháp.
Những cải cách đã được công nhận bởi cả hai bên để tăng cường biện pháp bảo vệ dân chủ, nhưng các đối thủ tranh luận rằng họ đã không tiến hành cải cách đủ xa và một cuộc bầu cử tổ chức quá sớm có thể làm lợi cho Hồi giáo Huynh đệ và các thành viên của Đảng Dân chủ quốc gia cũ của Hosni Mubarak. Những người ủng hộ cũng quan ngại rằng chờ đợi quá lâu có thể làm gia tăng cơ hội quân đội giành được quyền lực hay rủi ro về bất ổn trước một cuộc bầu cử.
Những người ủng hộ cũng viện dẫn mối lo ngại rằng chờ đợi quá lâu có thể làm tăng cơ hội giành lại sức mạnh quân sự hoặc có nguy cơ bất ổn trước cuộc bầu cử.
Một cuộc bầu cử quốc hội dự kiến trong vòng sáu tháng tới, với các nhóm đã làm việc để lập nên các đảng phái chính trị mới, thúc đẩy ứng cử viên và cử tri đi bầu tăng giữa các ủng hộ viên của họ.